# Valentina Uccheddu
Valentina Uccheddu (Oristano, 26 ottobre 1966) è un'ex lunghista italiana.
Ha partecipato a tre edizioni dei mondiali, una dei Giochi olimpici e due dei campionati europei di atletica leggera.

## Biografia
Nonostante la corporatura esile (1.66 m per 45 kg) se paragonata alle altre atlete della specialità, è stata due volte campionessa italiana della specialità e ha detenuto per diversi anni il primato italiano, prima con 6,77 m e poi con 6.80 m. Ha partecipato ai campionati mondiali di atletica del 1991, del 1993 e del 1995, nonché alle Olimpiadi di Barcellona del 1992, mentre un grave infortunio al tendine d'achille le ha impedito di partecipare alle Olimpiadi di Atlanta del 1996 per le quali era già stata convocata.
Nonostante le numerose offerte ricevute da società blasonate come la SNAM Milano è sempre rimasta fedele all'Atletica Oristano, società nella quale è cresciuta, e al suo tecnico Francesco Garau. Oltre al record nel salto in lungo, detiene anche la miglior prestazione sarda nei 300m, con il tempo di 38"06.

## Record nazionali
- Salto in lungo: 6,80 m[2] ( Sestriere, 31 luglio 1994) - detenuto per pochi minuti[3][4]

## Palmarès
| Anno | Manifestazione                                      | Sede                | Risultato | Prestazione | Note  |
| ---- | --------------------------------------------------- | ------------------- | --------- | ----------- | ----- |
| 1990 | Campionati europei di atletica leggera 1990         | Spalato, Jugoslavia | 9º        |             |       |
| 1991 | Campionati mondiali di atletica leggera indoor 1991 | Siviglia, Spagna    | 7º        |             |       |
|      | XI Giochi del Mediterraneo                          | Atene, Grecia       | 2º        | 6,52 m      | [ 5 ] |
|      | Campionati mondiali di atletica leggera 1991        | Tokio, Giappone     | 23º       |             |       |
| 1992 | Giochi della XXV Olimpiade                          | Barcellona, Spagna  | 21º       | 6,40 m      |       |
| 1993 | Campionati mondiali di atletica leggera 1993        | Stoccarda, Germania | 12º       |             |       |
| 1994 | Campionati europei di atletica leggera indoor 1994  | Parigi, Francia     | 4º        |             |       |
| 1995 | Campionati mondiali di atletica leggera 1995        | Göteborg, Svezia    | 5º        |             |       |

## Campionati nazionali
1987
- Argento ai campionati italiani assoluti indoor, salto in lungo - 6,18 m